# Palaeomymar succini
Palaeomymar succini is een vliesvleugelig insect uit de familie Mymarommatidae. De wetenschappelijke naam is voor het eerst geldig gepubliceerd in 1901 door Meunier.